# Charles Harris
Charles Harris (Kansas City, 6 marzo 1995) è un giocatore di football americano statunitense che milita nel ruolo di defensive end per i Philadelphia Eagles della National Football League  (NFL).

## Carriera universitaria
Harris al college giocò a football all'Università del Missouri dal 2014 al 2016. Nella prima stagione disputò tutte le 14 gpartite, facendo registrare 19 tackle e 2 sack. Divenne titolare nel 2015, totalizzando 56 tackle e 7 sack. Per queste prestazioni fu inserito nella seconda formazione ideale della Southeastern Conference, traguardo centrato anche l'anno successivo.

## Carriera professionistica

### Miami Dolphins
Il 27 aprile 2017, Harris fu scelto come 22º assoluto nel Draft NFL 2017 dai Miami Dolphins. Debuttò come professionista subentrando nella gara del 17 settembre contro i Los Angeles Chargers mettendo a segno un tackle. Nel quinto turno fece registrare il primo sack in carriera su Matt Cassel dei Tennessee Titans.

### Atlanta Falcons
Il 1º maggio 2020, i Dolphins scambiarono Harris con gli Atlanta Falcons per una scelta del settimo giro del Draft 2021.

### Detroit Lions
Il 19 marzo 2021 Harris firmò con i Detroit Lions. Nel secondo turno della stagione 2022 segnò una safety quandò placcò il quarterback dei Washington Commanders Carson Wentz nella end zone.

## Palmarès
- Super Bowl : 1

Philadelphia Eagles: LIX
- National Football Conference Championship: 1

Philadelphia Eagles: 2024